# Ploniarka zachodnia
Ploniarka zachodnia (Reithrodontomys megalotis) – gatunek ssaka z podrodziny nowików (Neotominae) w obrębie rodziny chomikowatych (Cricetidae).

## Zasięg występowania
Ploniarka zachodnia występuje w Ameryce Północnej zamieszkując w zależności od podgatunku:
- R. megalotis megalotis – od skrajnie południowo-środkowej Kolumbii Brytyjskiej (Kanada) na południe przez zachodnią część Stanów Zjednoczonych do Michoacán (środkowy Meksyk).
- R. megalotis alticolus – wschodnie Guerrero i Oaxaca (południowo-środkowy Meksyk).
- R. megalotis amoles – znany tylko z miejsca typowego i okolic w Sierra Gorda, Querétaro, środkowy Meksyk, na wysokości ok. 2285 m n.p.m.
- R. megalotis arizonensis – znany tylko z miejsca typowego w górach Chiricahua, południowo-wschodnia Arizona, Stany Zjednoczone, na wysokości ok. 2440 m n.p.m.
- R. megalotis aztecus – południowo-wschodni Utah, południowe Kolorado, południowo-zachodni Kansas, północno-wschodnia Arizona, północny i środkowy Nowy Meksyk, północno-zachodni Teksas i Oklahoma Panhandle (Stany Zjednoczone).
- R. megalotis catalinae – Santa Barbara Island, Kalifornia (Stany Zjednoczone).
- R. megalotis distichlis – mały region w zachodnio-środkowej Kalifornii (Stany Zjednoczone).
- R. megalotis dychei – od południowo-wschodniej Alberty i południowo-zachodniego Saskatchewan (Kanada) na wschód do południowo-zachodniego Wisconsin, środkowo-zachodniej Indiany i Missouri oraz na południe do północno-wschodniego Kolorado, Kansas i północno-wschodniego Arkansas (Stany Zjednoczone).
- R. megalotis hooperi – znany tylko z miejsca typowego i okolic w zachodnio-środkowym Tamaulipas (północno-wschodni Meksyk).
- R. megalotis limicola – znany tylko z miejsca typowego i okolic w południowo-zachodniej Kalifornii (Stany Zjednoczone).
- R. megalotis longicaudus – południowo-zachodni Waszyngton i zachodnia Kalifornia (Stany Zjednoczone) oraz północno-zachodnia Kalifornia Dolna (północno-zachodni Meksyk).
- R. megalotis peninsulae – północna Kalifornia Dolna (północno-zachodni Meksyk).
- R. megalotis ravus – znany tylko z miejsca typowego i okolic w północnym Utah (Stany Zjednoczone).
- R. megalotis santacruzae – Santa Cruz Island, Kalifornia (Stany Zjednoczone).
- R. megalotis saturatus – od Coahuila i Nuevo León na południe do Meksyku, Morelos, Puebla i Veracruz (Meksyk).

## Taksonomia
Gatunek po raz pierwszy zgodnie z zasadami nazewnictwa binominalnego opisał w 1858 roku amerykański ornitolog Spencer Fullerton Baird nadając mu nazwę Reithrodon megalotis. Holotyp pochodził z obszaru pomiędzy Janos, w stanie Sonora, w Meksyku i San Luis Springs, w stanie Nowy Meksyk, w Stanach Zjednoczonych.
R. megalotis należy do podrodzaju Reithrodontomys. Autorzy Illustrated Checklist of the Mammals of the World rozpoznają piętnaście podgatunków.

### Etymologia
- Reithrodontomys: rodzaj Reithrodon Waterhouse, 1837; gr. μυς mus, μυoς muos „mysz”[28].
- megalotis: gr. μεγαλως megalōs „wyjątkowo, niezwykle”, od μεγας megas, μεγαλη megalē „wielki”; -ωτις -ōtis „-uchy”, od ους ous, ωτος ōtos „ucho”[29].
- alticolus: łac. altus „wysoki” (tj. „górski”), od alere „odżywiać”; -cola „mieszkaniec”, od colere „mieszkać”[29].
- amoles: łac. przedrostek a- „bez”[30]; łac. moles „masa, ciężar”[31].
- arizonensis: Arizona, Stany Zjednoczone[29].
- aztecus: Aztekowie, rdzenna ludność Meksyku w czasach hiszpańskiej konkwisty[29].
- catalinae: Santa Catalina Island, Coronado Islands, Kalifornia, Stany Zjednoczone[29].
- distichlis: gr. διστιχος distikhos „dwurzędowy”[32].
- dychei: Lewis Lindsay Dyche (1857–1915), amerykański przyrodnik[5][33].
- hooperi: dr Emmett Thurman Hooper, Jr. (1911–1992), amerykański teriolog[20][33].
- limicola: łac. limicola „mieszkaniec błota”, od limus, limi „błoto”; -cola „mieszkaniec”, od colere „mieszkać”[29].
- longicaudus: łac. longus „długi”; cauda „ogon”[29].
- peninsulae: łac. paeninsulae lub peninsulae „półwyspowy”, od paeninsula lub peninsula „półwysep”, od paene „prawie, niemal”; insula „wyspa”[29].
- ravus: łac. ravus „szarawy, szaro-żółty, śniady”[29].
- santacruzae: Santa Cruz Island, Kalifornia, Stany Zjednoczone.
- saturatus: łac. saturatus „bogato ubarwiony, ciemnego koloru, intensywnie kolorowy”, od satur, satura „bogaty, obfity”, od satis „wystarczająco”[29].

## Morfologia
Długość ciała (bez ogona) 63–74 mm, długość ogona 55–96 mm, długość ucha 10–16 mm, długość tylnej stopy 14–20 mm; masa ciała 8–13 g. 

## Ekologia
Ploniarka zachodnia wiedzie nocny tryb życia. Nie hibernuje.

### Rozmnażanie
Potencjał rozrodczy samic ploniarki zachodniej jest dość wysoki. Podczas badań naukowcy naliczyli w ciągu 12 miesięcy 14 miotów o łącznej ilości 58 młodych. Latem pomiędzy łodygami roślin lub w jamach budują kuliste gniazda z rozdrobnionego materiału roślinnego o przeciętnej średnicy 17,5 cm, w którym po trwającej około 23 dni ciąży, samica rodzi zwykle 4 młode.

### Siedlisko
Ploniarka zachodnia ma szeroki zakres tolerancji siedliskowej. Chętnie zamieszkuje tereny otwarte porośnięte krzewami lub niską roślinnością trawiastą, w tym  pastwiska, łąki i ugory. Gryzonia można także napotkać w terenach pustynnych lub bagiennych.